# Ahmed Bushara Wahba
Ahmed Bushara Wahba (arab. أحمد بشارة وهبة; ur. w 1943) – sudański piłkarz grający na pozycji pomocnika, olimpijczyk. Złoty medalista Pucharu Narodów Afryki 1970.
28 sierpnia 1972 zagrał w pierwszym spotkaniu olimpijskim, w którym rywalem byli piłkarze Meksyku. Jego reprezentacja przegrała 0–1. Wystąpił również w dwu kolejnych spotkaniach: w przegranym 1–2 meczu ze Związkiem Radzieckim, oraz w ostatniej potyczce grupowej z drużyną Birmy, również przegranej (0–2). W 62. minucie meczu z Birmą został zmieniony przez Adama Izz El-Dina. Sudańczycy odpadli z turnieju, zajmując ostatnie miejsce w grupie.
Wahba zagrał we wszystkich ośmiu spotkaniach eliminacyjnych do mistrzostw świata w Meksyku (1970). W wygranym 3–1 spotkaniu z Etiopią zdobył pierwszego gola dla Sudańczyków (20. minuta). Zagrał również w obu spotkaniach eliminacyjnych do kolejnego mundialu (bez goli).
W 1970 roku zdobył złoty medal podczas Pucharu Narodów Afryki rozgrywanego w Sudanie. Wahba zagrał we wszystkich meczach kadry na tym turnieju, nie zdobył żadnej bramki. Zagrał również w trzech meczach grupowych kolejnych mistrzostw kontynentu, jednak Sudan odpadł po fazie grupowej.